# Кучасьевское сельское поселение
Куча́сьевское се́льское поселе́ние — сельское поселение в Шацком районе Рязанской области. Поселение утверждено 14 апреля 2009 года, советом депутатов муниципального образования Кучасьевское сельское поселение, в связи с законом «О наделении муниципального образования — Шацкий район статусом муниципального района», принятый Рязанской областной Думой 22 сентября 2004 года.
Административный центр — село Кучасьево.

## История
Кучасьево раньше имело название Екатериновка, но потом его периименовали в честь благородного разбойника Кутаса.
В селе Кучасьево родился и вырос герой советского союза Иван Яковлевич Куштин.

## Население
| 2010 | 2012 | 2013 | 2014 | 2015 | 2016 | 2017 |
| ---- | ---- | ---- | ---- | ---- | ---- | ---- |
| 796  | ↘761 | ↘735 | ↘707 | ↘686 | ↘654 | ↘627 |
| 2018 | 2019 | 2020 | 2021 |      |      |      |
| ↘583 | ↘561 | ↘553 | ↗640 |      |      |      |

## Состав сельского поселения
В состав сельского поселения входят 11 населённых пунктов
- Аксельмеево (село) — 97[14]
- Калтырино (деревня) — 3[14]
- Кучасьево (село, административный центр) — 318[14]
- Липовка (деревня) — 9[14]
- Наша (деревня) — 78[14]
- Невеличка (деревня) — 1[14]
- Подысаково (деревня) — 0[14]
- Ржавец (село) — 22[14]
- Сборное (село) — 33[14]
- Сново-Здорово (село) — 243[14]
- Темешево (село) — 118[14]

## Экономика
- В Кучасьеве находится один из самых больших колхозов[источник не указан 4515 дней] в Рязанской области — колхоз «ООО Победа».